# 라틴 아메리카 문학
라틴 아메리카 문학은 스페인어를 사용하는 중남미 국가와 푸에르토리코, 포르투갈어를 쓰는 브라질 문학을 통칭한다. 
19세기 초의 라틴아메리카 독립전쟁이 한창일 때 라틴 아메리카 고유의 문학이 탄생했다. 그것은 아이러니컬하게도 나폴레옹에 저항한 에스파냐의 자유주의를 모범으로 받드는 계몽적 신고전주의자에게 영향을 받고 있었다. 베네수엘라의 베료처럼 그들은 신대륙의 자연과 주민의 생활을 그리면서 정치적 독립과 정신적 자립을 역설했다. 독립 후에도 정치적·사회적 혼란이 계속된 신흥 라틴 아메리카 제국은 낭만주의의 대두로 절호의 조건을 갖추고 있었다고 하겠다. 아르헨티나의 사르미엔토나 마르모르, 우루과이의 몬타르보 등은 그와 같은 상황 속에서도 자유를 위하여 감연히 싸운 문학자이다. 
1860년대가 되자 자연주의적 경향이 강한 사실주의(寫實主義)가 대두되었는데, 같은 시기에 낭만주의는 아직도 <마리아>로 유명한 콜롬비아의 이삭스, <페루 전설집>의 파루마 등의 훌륭한 산문작가를 배출하였고, 또한 유럽 문예사조의 반영인 낭만주의 테두리 속에 있으면서 극히 신세계적인 것을 소재로 한 가우초시(詩), 즉 아르헨티나의 초원에 사는 소치기(飼牛)의 생활을 노래하는 시를 대표하는 에르난데스의 <마르틴 피에로>, 기타의 걸작을 낳았다. 20세기의 작가 구이랄데스의 <돈 세군도 솜부라>도 이 전통에 속하는 가우초 소설의 고전이다. 19세기 말이 되자 고답파(高踏派)나 상징파의 영향을 받은 젊은 시인 사이에 '근대주의' 운동이 일어났다. 그것은 쿠바의 카살, 콜롬비아의 실바, 멕시코의 구티에레스 나헤라를 그 선구자로 하여, 니카라과의 다리오에 의해서 확립되었고, 멕시코의 네르보, 페루의 초카노, 아르헨티나의 루고네스 등의 시인이나, 우루과이의 로도, 라레타 등 산문작가에게 계승되었다. 
'근대파'는 스페인어에 음악성을 부여하여 시어(詩語)에 색채(色彩)를 가함으로써 에스파냐의 근대시에도 혁명적인 변화를 가져오게 했다. 이 근대주의도 제1차 세계대전을 경계로 쇠퇴하고 전통을 파괴하는 전위적(前衛的) 여러 경향의 혼교(混交)상태가 드러나게 되었다. 칠레의 미스트랄, 우루과이의 이바르보로 등 여러 시인들이 배출됐고, 현대시에서는 칠레의 사회시인 파블로 네루다, 페루의 바예호, '흑인시'의 N. 기리옌 등의 왕성한 시작은 주목받고 있다. 
소설은 지방풍속의 자연주의적 묘사의 전통을 계승하면서 20세기에 들어가서 세계적 시야에 서서 단순한 외면묘사에 만족하지 못하여 내면적 감정의 분석에도 관심을 보이게 되었다. 대표적인 소설가로서는 아르헨티나의 갈베스, 바리오스 및 마레아, 베네수엘라의 가예고스, 콜롬비아의 리베라, 혁명소설로서 알려진 멕시코의 아수엘라나 구스만, 1967년도에 노벨문학상을 받은 과테말라의 아스투리아스, 페루의 알레그리아, 에콰도르의 아카사 등이 있다. 특히 단편에서는 호르헤 루이스 보르헤스가 뛰어나다. 연극에서는 창시작적(創始自的) 입장에 있는 우루과이의 산체스를 들면 족할 것이다. 
무엇보다도 1950년 이후 라틴아메리카 문학에서 나타난 가장 두드러진 현상은 소설가들이 갑작스럽게 세계적인 주목을 끌었다는 것이다. 이 작가들이 발표한 수많은 소설들을 붐 소설이라고 불렀다. 초기의 붐 소설가들은 멕시코의 카를로스 푸엔테스, 아르헨티나의 훌리오 코르타사르, 페루의 마리오 바르가스 요사, 그리고 콜롬비아의 가르시아 마르케스이다. 이 네 명의 작가들은 자신들의 문화 유산을 표현하기 위해 새로운 서술기법을 창안했다. 그것은 환상의 요소를 가미하고 시간과 공간을 초월하면서 언어와 구성에 실험성을 도입한 것이다. 일상 현실에 꿈과 마술적 요소를 혼합한 이러한 작품들을 '마술적 사실주의' 작품이라고 한다. 푸엔테스는 현대 멕시코 사회에서 일어나는 삶의 파노라마를 작품에 담았는데, 대표작은 <가장 투명한 지역>과 <아르테미오 크루스의 죽음>이다. 코르타사르는 전통 언어의 사용을 거부하고 새로운 서술기법을 실험한 <돌차기 놀이>(1963)로 인기를 끌었다. 많은 비평가들은 코르타사르의 장편소설보다는 단편소설이 훨씬 더 뛰어나다고 평가해서 환상과 비유, 철학적 요소가 잘 결합된 단편집 <빛의 변화>(1974)를 극찬했다. 또 다른 붐 소설가인 요사는 야심작 <세상의 종말에 벌이는 전쟁>(1981)이 유명하다. 이 작품은 에우클리데스 다 쿠나의 <오지에서의 반란>에 기초해서 쓴 역사 모험소설이다. 가장 유명한 붐 소설가는 1982년에 노벨문학상을 수상한 마르케스이다. 마르케스의 소설 <백 년 동안의 고독>은 라틴아메리카 문학사에서 중요한 위치를 차지하는 작품으로서 역사적 기록으로도 가치가 있다. 이 작품은 그것에 그치지 않고 환상, 비범한 인물들, 기괴한 사건, 서스펜스, 색다른 유머 등이 흥미롭게 결합된 이야기이다. 이후 그는 <족장의 가을> <예고된 죽음의 연대기> <분노의 시대 사랑> 등을 발표하면서 세계적인 명성을 유지하고 있다.

## 같이 보기
- Literature from Latin America, from LANIC
- Palabra virtual Latin American Poetry.
- miniTEXTOS.org Contemporary short-stories, poetry, essays and theatre.
- Latineos Latin America, Caribbean, arts and culture